# Adriano Gerlin da Silva
Adriano Gerlin da Silva, auch als Adriano bekannt, (* 20. September 1974 in Dracena, SP) ist ein ehemaliger brasilianischer Fußballspieler.

## Karriere
Der Stürmer begann seine Karriere als Profi 1991, beim Guarani FC. 1992 wechselte Adriano zum Schweizer Verein Neuchâtel Xamax, wo er bis 1995 unter Vertrag stand. Noch im selben Jahr kehrte er in seine Heimat zurück und unterzeichnete einen Vertrag beim Verein Botafogo FR. Nach nur sechs Monaten wechselte er zum Verein EC Juventude. Ab dem 1. Juli 1996 lief er für den Verein FC São Paulo auf. Nach zwei Jahren wechselte er zum Verein Náutico Capibaribe. Adriano wurde 1999 beim Verein Atlético Mineiro für ein Jahr unter Vertrag gestellt. Im Anschluss bekam er 2001 einen Vertrag beim japanischen Verein Urawa Red Diamonds. Vom 1. Juli 2003 bis 31. Dezember 2004 stand er für jeweils sechs Monate bei den Vereinen EC Vitória, Náutico Capibaribe und AA Portuguesa unter Vertrag.
Nachdem er 2005 für Pogoń Stettin gespielt hatte, wechselte zu Verein CA Bragantino. Bevor er 2007 seine Karriere beendete, stand er 2006 noch bei den Vereinen CRB und Atlético Nacional unter Vertrag.
Zwischen 1991 und 1993 war Adriano für Jugendauswahlen des brasilianischen Verbandes aktiv. 1993 wurde er mit der U20 unter Júlio César Leal Junioren-Weltmeister und zusammen mit sechs weiteren Spielern Torschützenkönig des WM-Turniers in Australien. Bereits 1991 war er gemeinsam mit Nii Lamptey Torschützenkönig der U-17-WM in Italien geworden.

## Erfolge
Sport Recife
- Copa do Nordeste: 2000